# Tipula circumdata
Tipula circumdata är en tvåvingeart som beskrevs av Siebke 1863. Tipula circumdata ingår i släktet Tipula och familjen storharkrankar. Arten är reproducerande i Sverige. Inga underarter finns listade i Catalogue of Life.